# Devin (自律型プログラム生成AI)
Devin（デビン）とは、AIスタートアップCognition社が開発した完全自律型のソフトウェアエンジニアリングAIである。ソフトウェア開発に関する様々なタスクを単独でこなすことが可能であり、1000ステップを超えるタスクを自ら計画し、ソフトウェアプロジェクト全体の構築とデプロイ、コーディングを行うことができ、またユーザーの指示が無くともエラーが発見されるとリアルタイムで自動で修正することができる。